# 石皮藻属
石皮藻属（学名：Lithoderma）是褐壳藻科下的一个属。

## 下属物种
本属包括以下物种：
- Lithoderma fatiscens J.E.Areschoug, 1875
- 层状石皮藻 Lithoderma zonatum